# Vlado Gotovac
Vladimir Gotovac, poznatiji kao Vlado Gotovac (Imotski, 18. rujna 1930. – Rim, 7. prosinca 2000.), bio je hrvatski pjesnik, esejist, filozof, disident i političar. Uz proljećara Dražena Budišu bio je vodeći hrvatski političar Trećega puta i predvodnik liberalne misli. Bio je predsjednik Matice hrvatske od 1990. do 1996. godine. 
U svibnju 1989. sa Slavkom Goldsteinom i Draženom Budišom osnovao je Hrvatsku socijalno-liberalnu stranku (HSLS), prvu hrvatsku političku stranku nakon ponovnog uvođenja višestranačja. Gotovac je 1992. godine izabran za zastupnika u Hrvatskom saboru, u kojem se prometnuo u jednog od najžešćih kritičara predsjednika Franje Tuđmana, kojeg je učestalo optuživao za autoritarnost. Zbog neslaganja s Budišom koji se zalagao za koaliciju s Tuđmanovom Hrvatskom demokratkom zajednicom (HDZ), napustio je HSLS i 1997. osnovao Liberalnu stranku kojoj je bio predsjednik do svoje smrti 2000. u Rimu. Poznat je po poviku „Čuvajte mi Hrvatsku od niskosti i mržnje!”

## Mladost
Rođen je u Imotskom, a kako mu je otac bio jugoslavenski žandar obitelj se često selila pa je osnovnu školu pohađao u Prnjavoru (BiH), Župi Biokovskoj i Lovreću, a gimnaziju u Imotskom i Zagrebu, gdje je maturirao na Klasičnoj gimnaziji 1951. godine.  Poslije Drugog svjetskog rata oca mu je nova vlast osudila na pet, a majku na dvije i po godine strogog zatora. Godine 1963. diplomirao je filozofiju na Filozofskom fakultetu Sveučilišta u Zagrebu. Kao studenta ga je 1952. godine zbog određenih sumnji uhitila jugoslavenska UDBA, a narednih je godina revno prikupljala podatke za njegov dosje.

## Djelovanje i progon u Jugoslaviji
Svoj prvi rad objavio je 1952. godine. Od 1955. zaposlen je kao novinar, a poslije i urednik Redakcije kulture i drame na Radioteleviziji Zagreb. Od 1958. u braku je sa Šibenčankom Vlastom Gotovac, s kojom ima kćer. Početkom 1970-ih radi u Matici hrvatskoj i objavljuje tekstove u njezinu Hrvatskom tjedniku koji je izlazio od 16. travnja 1970. godine; od Igora Zidića preuzima njegovo uređivanje do prosvjednog gašenja u početku Hrvatskog proljeća, kada zadnji broj objavljuje na četiri stranice s Gotovčevim uvodnikom Čuvanje nade. Kao jedan od proljećara osuđen je »kontrarevolucionarnog napada na državu« na četiri godine zatvora i tri godine gubitka građanskih prava, kao i prava zaposlenja u državnoj službi, prava na objavljivanje i zabranu javnog nastupa. U kaznionici u Staroj Gradiški odbio je potpisati molbu za pomilovanjem jer je smatrao da bi time priznao svoju krivnju. Zbog intervjua Švedskoj televiziji 1977. ponovo je osuđen na dvije godine zatvora, odslužene u Lepoglavi, i četiri godine gubitka građanskih prava. Tada je u svoju obranu izrekao programski politički govor protiv totalitarizma.

## Djelovanje u suverenoj modernoj Hrvatskoj
Nakon pada komunizma, 1990. se Gotovac zapošljava na Hrvatskoj radioteleviziji kao savjetnik direktora.  Kratko nakon toga izabran je za predsjednika Matice hrvatske. Ispred Zapovjedništva 5. vojne oblasti 30. kolovoza 1991. održava govor podrške majkama vojnika koji su prisilno zadržani u tadašnjoj JNA; u njemu generalima poručuje da će ih se njihove obitelji sramiti, da će oni koji ubijaju tuđu djecu i majke ostati bez svojih.
Godine 1991. umire mu supruga, a 1993. ženi se Sinjankom Simonom Šandrić, liječnicom i sveučilišnom profesoricom u Rimu.
Godine 1992. Gotovac je kao kandidat HSLS-a izabran u Hrvatski sabor; zastupnik je bio u dva mandata. Tamo se prometnuo u jednog od najrječitijih i najvatrenijih kritičara Franje Tuđmana, čiji je režim optuživao za autoritarnost. U časopisu Erasmus 1993. potpisuje zahtjev za Tuđmanovom ostavkom. Autor Gotovčeve biografije Filip Zoričić smatra i da je među dvojicom bilo suparništva iz doba Hrvatskog tjednika u kojem je Gotovac bio urednik, a Tuđman suradnik; Tuđman je pri padu komunizma imao auru disidenstva i javnu podršku Katoličke Crkve koja je hrvatskim zajednicama u svijetu poručila da treba podržati Tuđmana, dok za Gotovca, iako praktičnog vjernika, nije.
Kao jedan od najuglednijih opozicijskih političara, godine 1996. daje ostavku na mjesto predsjednika Matice i biva izabran za čelnika HSLS-a. Međutim, za tzv. zagrebačke krize ispostavilo se kako mu nedostaju praktične političke vještine,[tko kaže?] te je ugled njegove stranke ozbiljno narušen pregovorima koje je vodio s vladajućom Hrvatskom demokratskom zajednicom.
Na izborima 1997. kandidirao se za predsjednika Republike. Za vrijeme izbornog skupa u Puli ga je fizički napao i udarcem u glavu ozlijedio vidno alkoholizirani Tomislav Brzović, pripadnik elitne gardijske jedinice koja je štitila Franju Tuđmana, uzvikujući „Živio Ante Pavelić! Ja sam ustaša, sve ću vas pobiti!” Vandalski čin najoštrije su osudile i međunarodne organizacije, a Ministarstvo obrane napadača je suspendiralo i pritvorilo. U službenoj izjavi MORH-a bilo je pojašnjeno da je HV-ov satnik u alkoholiziranom stanju napao Vladu Gotovca i nanio mu lakše tjelesne ozljede. Pulski Općinski sud Brzoviću je izrekao uvjetnu zatvorsku kaznu od jedne godine i šest mjeseci uz rok kušnje od tri mjeseca. Gotovac je na izborima završio treći, iza premoćnog Tuđmana i SDP-ova kandidata Zdravka Tomca. O napadu je u kasnijem intervjuu izjavio da je napadaču osobno oprostio, ali da je jasno da je čovjek bio indoktriniran i da je indoktrinacije beskrupulozna jer ga nitko ne osuđuje za napad.
U jesen nakon izbora došlo je do borbe za vlast između Gotovca i Dražena Budiše, koji se zalagao da se HSLS koalicijski veže uz HDZ. Gotovac, koji se tome protivio, na stranačkoj je konvenciji poražen pa je s pristašama napustio HSLS i osnovao Liberalnu stranku, čiji je postao čelnik. 
Pred izbore 3. siječnja 2000., kada se stvarala velika koalicija protiv HDZ-a, Gotovac se, prema riječima novinara Tihomira Dujmovića, zalagao za koaliciju političkog centra koja bi bila bez SPD-a, no Budiša je to odbio jer je već s Ivicom Račanom potpisao sporazum.
Vlado Gotovac umro je u Rimu 7. prosinca 2000. godine, a njegovo je tijelo sljedeći dan zrakoplovim Hrvatske vlade prevezeno u Zagreb, gdje je pokopan na groblju Mirogoju.

## Govori
Gotovac je bio vrstan govornik. Evo što je o Gotovčevom oratorstvu napisao Zvonimir Berković, Gotovčev osobni prijatelj:
| „ | Gotovčevi govori mogu nekima biti teški, naporni, nerazumljivi ili nepotrebni, ali nikada glupi. Ako je riječ o iole ozbiljnijoj stvari, on praktički ne može izreći glupost jer, na neki svoj neobjašnjiv način, odmah dođe u prisni kontakt sa samom idejom te stvari, a same ideje zaista nikada nisu bedaste.[nedostaje izvor] | ” |
|   | |   |

Najpoznatiji je po govoru na Krešimirovu trgu u Zagrebu ispred ondašnje zgrade Komande V. vojne oblasti Vojnog suda u Zagrebu 30. kolovoza 1991.
Također bitni su govori na osnivačkoj skupštini HSLS-a i na osnivačkom saboru LS-a.

## Glavna djela

### Zbirke pjesama
- Opasni prostor (1961.)
- I biti opravdan (1963.)
- Osjećanje mjesta (1964.)
- Čujem oblake (1965.)
- Zastire se zemlja (1967.)
- Približavanje (1968.)
- Prepjevi po sjećanju (1968.)
- Čarobna spilja (1969.)
- Sporne sandale (1970.)
- Sadržaj vjetra (1971.)
- Zabranjena vječnost (1987.)
- Crna kazaljka (1991.)
- Čekati sjevernije (1995.)
- Crna jedra (1995.)

Neka njegova djela u svojoj je antologiji Żywe źródła iz 1996. s hrvatskog na poljski prevela poljska književnica i prevoditeljica Łucja Danielewska.

### Proza
- Princip djela (1966.)
- U svakodnevnom (1970.)
- Tri slučaja (1981.)
- Moj slučaj (1989.)
- Isto (1990.)
- Zvjezdana kuga (1995.)
- Znakovi za Hrvatsku (1996.)

## Nagrade i priznanja
- Nagrada „Tin Ujević” 1991. za zbirku pjesama Crna kazaljka

## Vanjske poveznice
- Vlado Gotovac, biografija
- Slavni Gotovčev govor ispred Komande
- Govor s osnivačke skupštine HSLS-a
- Govor s Osnivačkog sabora LS-a
- Stranica posvećena Vladi Gotovcu, s mnoštvom intervjua, govora...